# Vasile Maftei
Vasile Maftei (ur. 1 stycznia 1981 w Fălticeni) – rumuński piłkarz grający na pozycji prawego lub środkowego obrońcy.

## Kariera klubowa
Maftei jest wychowankiem klubu Tractorul Brașov. W sezonie 2000/2001 zadebiutował w jego barwach w drugiej lidze rumuńskiej. Wiosną 2001 roku odszedł z klubu i przeszedł do Rapidu Bukareszt. 22 kwietnia 2001 zadebiutował w pierwszej lidze w wygranym 4:1 domowym spotkaniu z Forestą Fălticeni. W 2002 roku zdobył Puchar Rumunii. Od sezonu 2002/2003 był podstawowym zawodnikiem Rapidu i wówczas wywalczył z nim pierwsze w karierze mistrzostwo Rumunii. W 2006 roku został wicemistrzem kraju i ponownie zdobywcą pucharu. W 2007 roku znów sięgnął po rumuński puchar. W barwach Rapidu do 2009 roku rozegrał 211 meczów i strzelił 9 goli.
Latem 2009 roku Maftei został piłkarzem mistrza Rumunii, Unirei Urziceni, w której wywalczył miejsce w podstawowym składzie. Jesienią 2009 wystąpił z Unireą w fazie grupowej Ligi Mistrzów. W 2011 roku odszedł do CFR Cluj. W 2014 roku został zawodnikiem klubu Concordia Chiajna, a w 2015 przeszedł do FC Voluntari.
| Sezon   | Klub              | Kraj    | Rozgrywki | Mecze | Bramki |
| ------- | ----------------- | ------- | --------- | ----- | ------ |
| 2000/01 | Tractorul Brașov  | Rumunia | Liga II   | 6     | 1      |
| 2000/01 | Rapid Bukareszt   | Rumunia | Liga I    | 8     | 0      |
| 2001/02 | Rapid Bukareszt   | Rumunia | Liga I    | 5     | 0      |
| 2002/03 | Rapid Bukareszt   | Rumunia | Liga I    | 29    | 3      |
| 2003/04 | Rapid Bukareszt   | Rumunia | Liga I    | 25    | 0      |
| 2004/05 | Rapid Bukareszt   | Rumunia | Liga I    | 25    | 1      |
| 2005/06 | Rapid Bukareszt   | Rumunia | Liga I    | 29    | 1      |
| 2006/07 | Rapid Bukareszt   | Rumunia | Liga I    | 28    | 1      |
| 2007/08 | Rapid Bukareszt   | Rumunia | Liga I    | 33    | 2      |
| 2008/09 | Rapid Bukareszt   | Rumunia | Liga I    | 29    | 1      |
| 2009/10 | Unirea Urziceni   | Rumunia | Liga I    | 30    | 1      |
| 2010/11 | Unirea Urziceni   | Rumunia | Liga I    | 15    | 2      |
| 2010/11 | CFR Cluj          | Rumunia | Liga I    | 3     | 0      |
| 2011/12 | CFR Cluj          | Rumunia | Liga I    | 15    | 2      |
| 2012/13 | CFR Cluj          | Rumunia | Liga I    | 20    | 2      |
| 2013/14 | CFR Cluj          | Rumunia | Liga I    | 24    | 3      |
| 2014/15 | Concordia Chiajna | Rumunia | Liga I    | 25    | 3      |
| 2015/16 | FC Voluntari      | Rumunia | Liga I    |       |        |

## Kariera reprezentacyjna
W reprezentacji Rumunii Maftei zadebiutował 28 lutego 2006 roku w wygranym 2:0 towarzyskim spotkaniu z Armenią i w debiucie zdobył gola.